# Bellingshausenhavet
Bellingshausenhavet är ett randhav till Antarktiska oceanen som ligger framför Antarktis kustlinje vid den antarktiska halvön. I väst ansluter Amundsenhavet. Bellingshausenhavet är uppkallad efter Fabian von Bellingshausen som 1821 i rysk tjänst seglade genom havet. Här ligger även Antarktis största ö – Alexander Island.